# 가라르드주

가라르드주 기

가라르드주(영어: Ngaraard)는 팔라우의 주로, 바벨다오브섬 북부에 위치하며 가르첼롱주(팔라우 최북단에 위치한 주)와 접한다. 주도는 울리망(Ulimang)이며 면적은 44km2, 인구는 413명(2015년 기준)이다.